# Holt Nunatak
Holt Nunatak är en nunatak i Antarktis. Den ligger i Västantarktis. Argentina, Chile och Storbritannien gör anspråk på området. Toppen på Holt Nunatak är 561 meter över havet.
Terrängen runt Holt Nunatak är huvudsakligen kuperad, men åt nordväst är den bergig.  Trakten är obefolkad. Det finns inga samhällen i närheten. 